# Gex: Enter the Gecko
 (mai 2021).
Si vous disposez d'ouvrages ou d'articles de référence ou si vous connaissez des sites web de qualité traitant du thème abordé ici, merci de compléter l'article en donnant les références utiles à sa vérifiabilité et en les liant à la section « Notes et références ».
Gex: Enter the Gecko (Gex 64: Enter the Gecko sur Nintendo 64, Gex 3D: Enter the Gecko sur PlayStation, PC) est un jeu vidéo de plate-forme et d'action-aventure en 3D sorti sur PlayStation, Game Boy Color, PC, et Nintendo 64 le 21 novembre 1997[réf. souhaitée].
C'est la résurrection d'un jeu de Crystal Dynamics sorti en 1994 sur 3DO. Gex est un lézard aux allures de James Bond, qui doit accomplir diverses missions dans chacun des niveaux du jeu, qui parodient l'univers télévisuel américain. Gex est la mascotte officielle de Crystal Dynamics durant l'année 1998.

## Synopsis
Après sa victoire sur Rez dans la Dimension Média, Gex s'est retiré des yeux du public et est devenu solitaire. Deux ans plus tard, sa petite vie tranquille est soudainement sens dessus-dessous lorsqu'un jour, en regardant la télévision, le signal se brouille et l'image de Rez se met à flasher sur l'écran. Deux agents gouvernementaux débarquent et enlèvent Gex vers leur quartier général, où il subit un interrogatoire. Les agents expliquent que Rez est revenu et qu'ils ont besoin de l'aide de Gex pour l'abattre à nouveau. Gex refuse, prétextant qu'il a déjà sauvé le monde une fois et qu'ils devraient trouver quelqu'un d'autre. Quand les agents lui font une offre généreuse en argent et en gadgets, Gex révèle finalement tout. Il accepte la mission, puis en quittant le bâtiment, une agent se présentant comme l'agent Xtra lui souhaite bonne chance.
Après de nombreuses péripéties à travers les chaînes de télévision de la Dimension Média, Gex confronte finalement Rez et les deux s'affrontent jusqu'à ce que Gex fasse tomber un grand poste de télévision sur Rez, l'affaiblissant sévèrement. Dans un ultime sursaut, Rez révèle à Gex à travers une télévision qu'il est son père. Gex éteint alors le poste; le mystère reste sur si Gex croit ou non Rez. Dans la scène finale, Gex partage une chambre d'hôtel avec Nikki de la série Pandemonium.

## Système de jeu
Enter the Gecko, le premier jeu en 3D de la franchise Gex, permet au joueur de choisir entre trois contrôles de caméra : automatique, semi-automatique et manuel. Le joueur contrôle Gex (doublé par Dana Gould en version américaine), qui a passé la plupart de son temps à regarder la télévision. C'est pourquoi, ses dialogues sont remplis de références à la pop-culture de la fin des années 1980 et des années 1990, qu'il évoque généralement en entrant dans un niveau, en attaquant, en mourant ou en ramassant des objets. Les dialogues et cinématiques ont été largement coupées pour la Nintendo 64 à cause des limitations techniques de la machine.
La palette des mouvements de Gex inclut un coup de fouet avec sa queue, un rebond sur sa queue et un coup de pied de karaté dans les airs. Sa capacité à escalader certains murs et plafonds est héritée des véritables geckos dont Gex est inspiré. Gex peut utiliser son coup de fouet avec sa queue à travers les niveaux pour casser des petites télévisions qui contiennent différentes mouches colorées, qui, une fois consommées, peuvent rendre un point de vie à Gex, lui donner une vie supplémentaire, débloquer temporairement de nouveaux mouvements ou débloquer un checkpoint dans le niveau si le joueur tombe à court de vie. Certains niveaux requièrent à Gex de collecter des bonus de puissance pour se déplacer à travers le niveau, ou simplement rester en vie, comme c'est le cas dans les niveaux dans l'espace, où Gex doit récupérer de l'oxygène pour sa combinaison spatiale. Alors que la majorité des ennemis sont éliminables avec les mouvements de base de Gex, certains peuvent n'être éliminés que lorsque Gex utilise des objets ou des machines spécifiques. Par exemple, un dragon dans un niveau Kung Fu tôt dans le jeu ne peut être éliminé que lorsque Gex lui tire dessus avec un canon. 
Les postes de télévision dans le hub du jeu sont des points d'entrée dans différents niveaux qui parodient la pop-culture, comme par exemple les Looney Tunes ou Star Wars. À l'exception des niveaux bonus, chaque niveau a un certain nombre de télécommandes rouges que Gex doit collecter avec des télécommandes en argent, qui sont en récompense pour avoir récupéré 120 collectibles ou découvert un passage secret. Les télécommandes rouges peuvent être récupérées en se mettant sur le bouton vert face au poste de télévision après avoir complété des objectifs spécifiques au niveau. Ramasser des télécommandes rouges débloque de nouvelles zones dans le hub du jeu mais aussi des bonus et des niveaux de boss, qui récompensent le joueur avec une télécommande en or une fois complétés. Ramasser toutes les télécommandes dans tous les niveaux débloque une fin spéciale montrant les concepts arts du jeu.
La version Nintendo 64 du jeu contient un nouveau niveau, "Gecques Cousteau", centré sur le RMS Titanic et se passant quasiment entièrement sous l'eau. À cause des limitations de stockage sur les cartouches de la console, six niveaux ont été retirés, incluant trois niveaux secrets ("Lava Daba Doo", "Texas Chainsaw Manicure", et "Mazed and Confused"), un niveau normal ("Poltergex") et deux niveaux bonus ("I Got the Reruns" et "Trouble in Uranus"). D'autres changements incluent moins de niveaux bonus, moins de citations et des effets sonores altérés.

## Accueil
Next Generation loue la qualité du design des niveaux et l'humour du jeu. Il constate que les références culturelles et l'humour constituent les éléments les plus distinctifs du jeu, permettant au personnage principal, Gex, de se distinguer parmi les nombreuses mascottes de jeux vidéo. Il trouve toutefois que la gestion de la caméra et les contrôles dans un environnement en trois dimensions sont « problématiques » malgré le fait que le jeu propose différentes options qui montrent que les développeurs ont tout de même mis des efforts pour tenter de régler les problèmes de maniabilité.